# 5332 Davidaguilar
5332 Davidaguilar (tên ban đầu: 1990 DA) là một tiểu hành tinh Amor. Nó được phát hiện bởi Atsushi Sugie ở đài thiên văn Dynic ngày 16 tháng 2 năm 1990. Nó được đặt theo tên David Aguilar, giám đốc cơ quan các vấn đề công cộng của Trung tâm Vật lý thiên văn Harvard–Smithson.